# Famine de 1899 au Kenya central

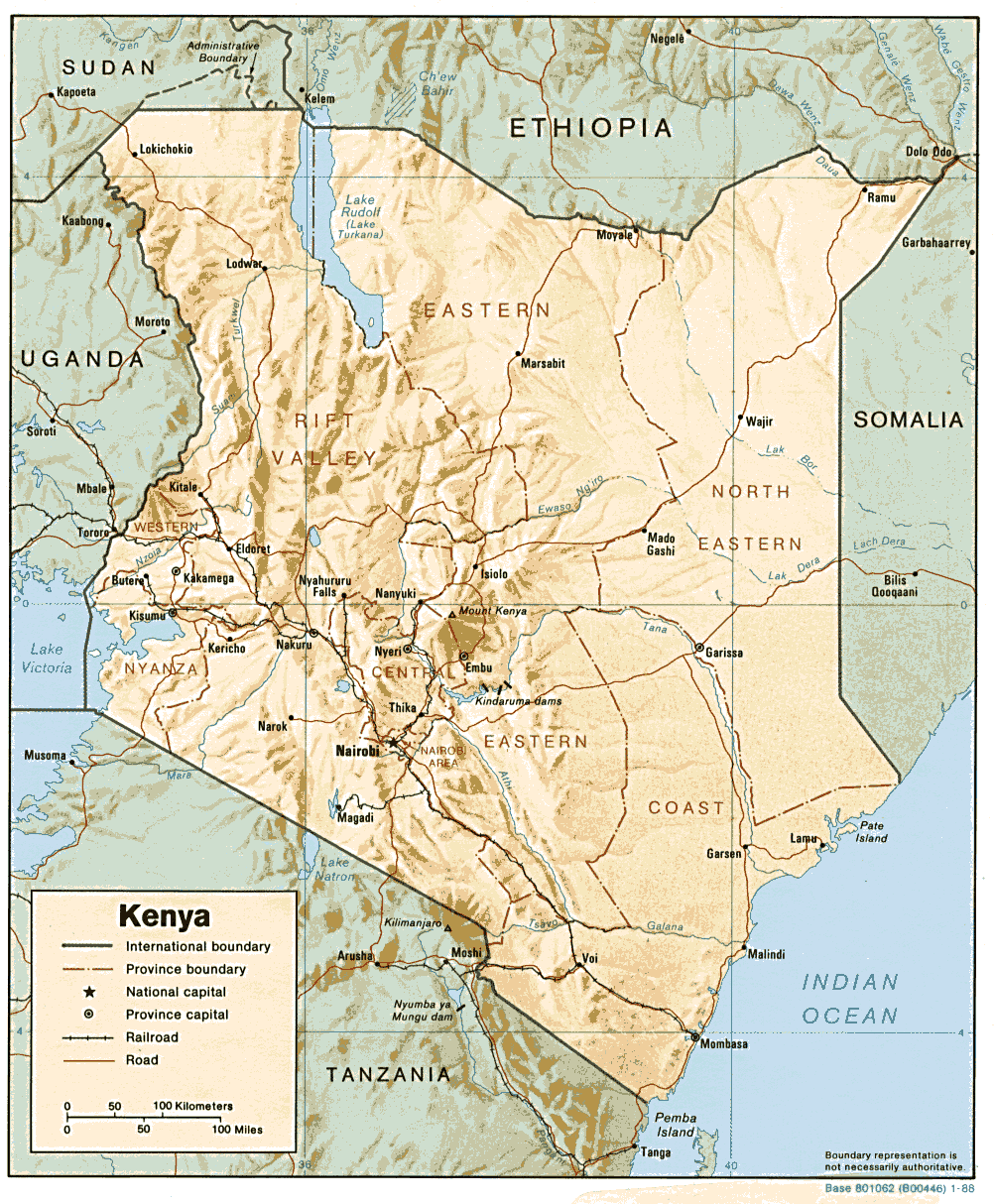
Carte du Kenya

La famine de 1899 au Kenya central est une catastrophe dévastatrice entrée dans l'histoire du Kenya. Elle s'est étendue rapidement à partir de 1898 dans la région centrale du pays, autour du mont Kenya, après plusieurs années successives de précipitations trop faibles. Une invasion de criquets pèlerins, des maladies du bétail qui ont décimé les troupeaux, le besoin croissant en aliments des caravanes de marchands britanniques, swahilis et arabes ont également contribué à la diminution des ressources alimentaires. Avec la famine, survient une épidémie de variole, qui dépeuple des régions entières.
On ne connaît pas le nombre de victimes, mais des estimations par les quelques observateurs européens oscillent entre 50 % et 90 % de la population. Toutes les personnes vivant dans les régions touchées ont été atteintes, à des degrés divers. 
Comme la famine a coïncidé dans le temps avec l'établissement de la colonisation britannique, les habitants du Kenya central ne l'ont pas considérée comme le  résultat de causes naturelles. Ils l'ont plutôt interprétée comme le signe d'une crise universelle, bousculant l'équilibre entre Dieu et la société, et  se manifestant aussi par la colonisation.
La famine conduit à une restructuration sociale de la région. Elle facilite l'installation de la puissance coloniale britannique et des missions européennes, elle contribue à l'ethnicisation et provoque pour des décennies un traumatisme collectif de la population.

## Le Kenya central à la fin duXIXesiècle

### Organisation sociale

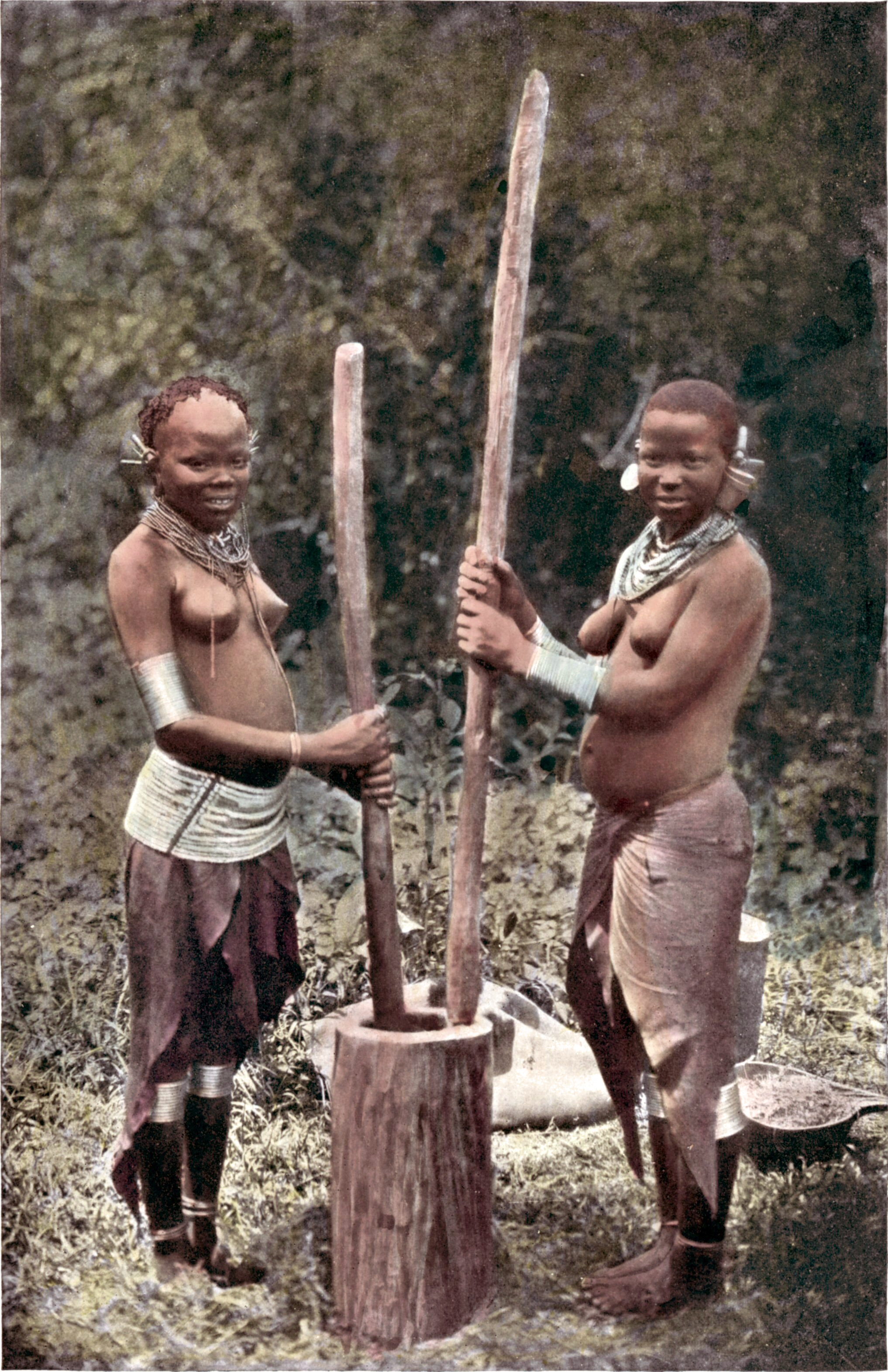
Deux jeunes filles Kikuyus pilant le millet, une ressource abondante dans leur région fertile.

Dès la fin du XIXe siècle, le Kenya central est déjà une région où la population est dense, en raison de son sol fertile, et surtout, dans les hauteurs, d'un climat pluvieux. À côté du territoire autour du lac Victoria, c'est, avec environ un million d'habitants (selon des estimations imprécises) la plus peuplée des régions d'Afrique orientale britannique. Tandis que sur les hautes terres situées entre le mont Kenya et les monts Ngong vivent principalement des communautés de Kikuyus, d'Embus, de Meru, de Mbeere et d'Okiek, la région située plus à l'est et en contrebas est une brousse semi-aride, habitée principalement par des groupes Kamba. Au sud des monts Ngong, et à l'ouest des monts Aberdare habitent aussi des Kikuyus, des Okiek et des Maasaï. Dans les hautes terres fertiles, la base de l'alimentation repose principalement sur l'agriculture, tandis que dans la brousse sèche, c'est surtout sur l'élevage.
Tout autrement que cela figure fréquemment dans les cartes du XXe siècle, ces groupes ne vivent pas dans des territoires clairement délimités entre eux. Bien au contraire, ils sont culturellement et socialement étroitement mêlés. Leurs langues sont – à part le maa, nilotique – des langues bantoues, et par suite étroitement apparentées. À part la langue, rien ne lie spécialement entre eux les locuteurs d'une même langue : ils ne sont pas soumis à une même autorité politique, ni en général par des rituels communs. Une identité ethnique, telle qu'on l'entend actuellement, n'est pas marquée. L'appartenance aux Maasaï, par exemple, peut changer par déménagement ou par changement d'économie alimentaire, comme le passage de l'élevage à l'agriculture.
Les gens vivent bien plus en petites communautés, en clans, en associations de familles ou de villages. De tels groupes peuvent même se former entre personnes d'origines linguistiques différentes. Souvent, ils naissent autour d'un patron, un chef de famille influent, qui sait attirer à lui des gens en leur offrant la protection de la communauté. La plupart du temps, ces communautés s'identifient par la région où elles vivent, par leur fondateur censé être un ancêtre commun, ou par leur mode de vie comme cultivateurs, chasseurs-cueilleurs ou éleveurs. Les querelles entre diverses unités au sein d'un même groupe linguistique sont aussi fréquentes qu'entre unités de groupes différents. 

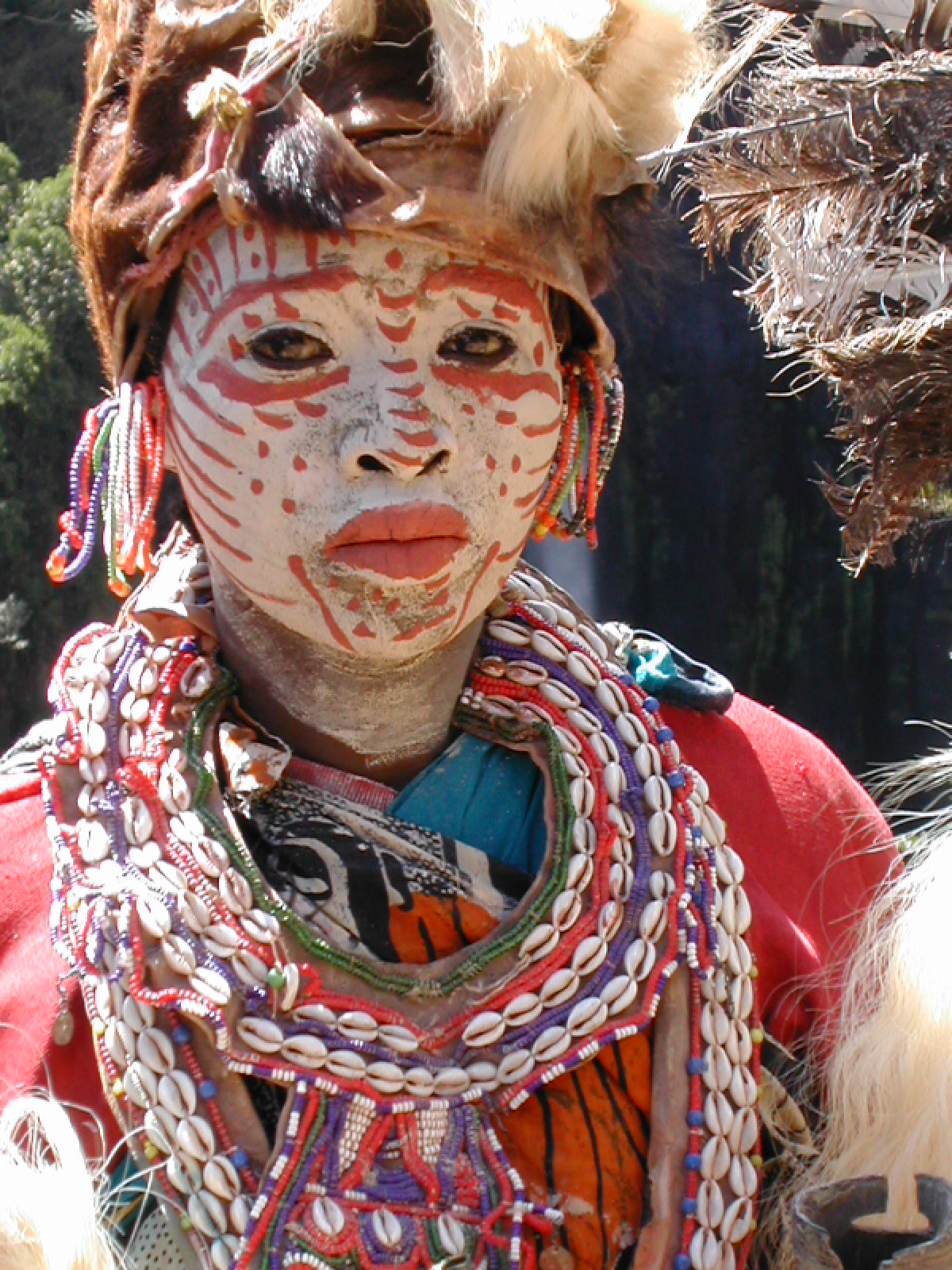
Femme Kikuyu en vêtement traditionnel.

### Échanges et contacts régionaux
Cependant, ces petites communautés restent en contact étroit, même à travers les barrières de langue. Elles se marient souvent entre elles, font un commerce vigoureux et s'influencent réciproquement dans leur mode de vie, surtout dans les régions où elles vivent en voisines. Ces contacts sont nécessaires à la survie. Les riches hautes  terres servent de grenier pour toute la région. Si des régions particulières sont menacées de famine  par la sécheresse, les  gens vont sur les hautes terres pour y troquer chèvres, moutons, bœufs, poison pour flèches, tabac, outils, armes, métaux, sel, herbes médicinales, miel ou même leur force de travail contre des aliments comme le millet, des ignames, des haricots, du maïs ou des bananes. Pour des durées plus longues, il arrive que des familles entières émigrent vers les hautes terres, y vivent chez un paysan aisé pour lequel elles travaillent, et survivent ainsi à leur détresse.
En outre, certaines régions du sud de ce territoire cultivent un contact régulier avec les grandes caravanes qui trafiquent entre la côte et l'intérieur où elles trouvent de l'ivoire. Au Kenya central naissent une série de comptoirs commerciaux, où des intermédiaires achètent de la nourriture  à la population locale, et la revendent aux caravanes comme provision pour la suite du voyage,.

### Sécheresse, peste bovine et criquets

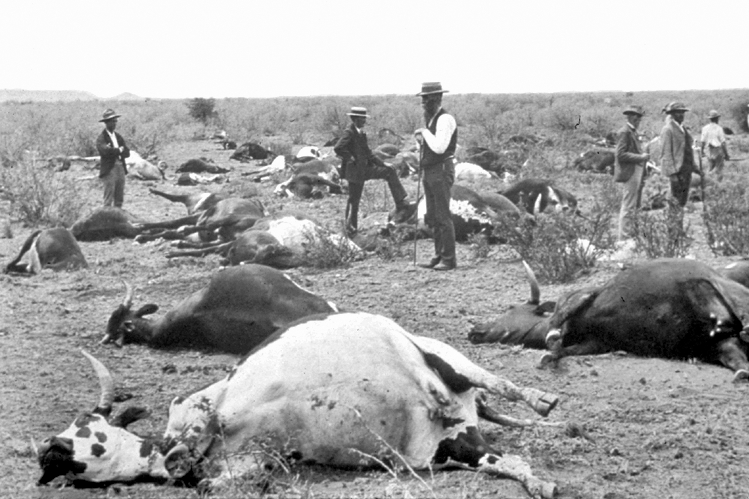
Épizootie de peste bovine en Afrique à la fin du XIXe siècle.

Dans une grande partie de l'Afrique orientale, les années 1880 et 1890 ont été une période de précipitations irrégulières et insuffisantes. La cause de la sécheresse au Kenya central a finalement été un fort épisode du phénomène[réf. nécessaire] climatique de La Niña en 1898. Cet évènement, ainsi qu'un fort El Niño en 1896, puis en 1899, ont conduit aussi dans d'autres parties de l'Afrique à la sécheresse et à la faim. Au Kenya central viennent se rajouter deux facteurs aggravants. Dans les années 1890, des nuées de criquets ont anéanti des récoltes déjà insuffisantes par manque de pluie[réf. nécessaire], tant dans les régions sèches que dans les régions normalement bien arrosées[réf. nécessaire].
En outre, une épizootie de peste bovine avait déjà décimé en 1891 une grande partie du bétail. Cette épizootie originaire d'Asie avait été introduite en 1887  avec des bœufs indiens par des troupes italiennes en Éthiopie et s'était propagée de là jusqu'à l'Afrique du sud, ne rencontrant aucune immunité contre la maladie[réf. nécessaire]. Les propriétaires de troupeaux au Kenya perdaient jusqu'à 90 % de leur cheptel[réf. nécessaire]. Dans l'ensemble de la région, la perte des troupeaux a des suites profondément marquées[Interprétation personnelle ?]. La viande des animaux n'était que très rarement consommée. C'est un objet de prestige et est un moyen de paiement précieux pour la dot ou pour l’achat de nourriture des régions fertiles. La perte du bétail signifie, surtout dans les sociétés pastorales, une perte de nourriture importante pour les enfants et jeunes adultes[Passage contradictoire], car ceux-ci[Passage contradictoire] se nourrissent en grande partie avec un mélange de lait et de sang aromatisé aux herbes, que l'on obtient avec du lait et du sang saigné au cou des bœufs.
Ce sont principalement les Massai qui souffrent de ces problèmes[réf. nécessaire], car l'élevage est un élément central de leur société[réf. nécessaire]. Après la destruction de leur base économique, des milliers de personnes commencent à mourir, les communautés se dispersent. Les survivants cherchaient surtout à fuir chez leurs voisins Kikuyu[réf. nécessaire]. Les hostilités et l'usage de la force prennent à cette époque une ampleur inusitée[réf. nécessaire]. La peste bovine a transformé les fiers et redoutés guerriers Maasaï en mendiants. Ils essaient de freiner leur chute sociale en allant en guerriers renommés ravir les troupeaux et les femmes des sociétés environnantes, pour se reconstruire des familles[Interprétation personnelle ?].

### Les prodromes de la colonisation

Drapeau de la compagnie britannique impériale d'Afrique de l'Est, qui avance vers le Kenya central à partir de 1888.

Les premiers essais de l’empire britannique pour prendre pied au Kenya n'ont pas été sans conséquences sur les catastrophes. À partir de 1889, la compagnie britannique impériale d'Afrique de l'Est établit une série de postes d'administration le long de la route commerciale existant entre le port de Mombasa et le lac Victoria. Leur tâche consiste à approvisionner en provisions pour la suite du voyage les grandes caravanes de la compagnie, pouvant compter jusqu'à mille personnes. Dans ce but, de grandes quantités de nourriture sont achetées, parfois volées, à la population environnante. Le trafic des caravanes favorise en plus la dissémination de maladies jusqu'alors inconnues, comme la peste bovine. 
L'influence des Britanniques reste cependant faible, et se limite aux quelques stations et à leur entourage immédiat. Ce n'est que par la construction du chemin de fer que cela va changer. Après la reprise de l'administration de l'Afrique orientale britannique par la Grande-Bretagne en 1895, commence en 1896 la construction du chemin de fer de l’Ouganda, destiné à relier Mombasa à l'Ouganda. Plus la ligne pénètre profondément, plus il est facile pour les Européens d'atteindre l'intérieur. En 1899, la voie atteint la ville de Nairobi, créée en 1896 comme dépôt de matériel de construction, c'est-à-dire le sud du territoire Kikuyu en Kenya central. Le nombre d'Européens dans le pays explose alors : colons et fonctionnaires, missionnaires, aventuriers, hommes d'affaires et scientifiques affluent.
Pour les Africains, la construction du chemin de fer a encore une autre dimension. Depuis le début de la construction en 1896, il attire de nombreux travailleurs africains sur les gigantesques chantiers. Ils s'y engagent comme travailleurs afin de pouvoir gagner de quoi acheter des marchandises européennes enviées, telles que des étoffes de coton, des vêtements, du tabac, des armes à feu ou des perles de verre. La plupart des travailleurs sur la voie sont des contractuels indiens, mais des Africains de toute l'Afrique orientale y travaillent aussi. Beaucoup d'entre eux viennent du Kenya central. Ces travailleurs, surtout masculins, manquent dans leurs fermes, ce qui réduit encore les récoltes.

## La grande famine
Quand la grande famine, comme elle sera nommée après coup, se répand à la fin des années 1890, tous les habitants du Kenya, entre le mont Kenya et le Kilimandjaro, à la frontière sud, sont touchés. Dans les régions de l’est à basse altitude, dès la fin de 1897, les récoltes sont maigres, même dans les coins où il y a d'habitude des excédents. L'année 1898 commence par de nouveaux mois secs et la faim s'attaque aux régions du sud. Une invasion de criquets et une nouvelle épizootie de peste bovine, qui tue 30 % du cheptel, renforcent les conséquences de l'insuffisance de la pluie. Dès le milieu de 1898, beaucoup de personnes meurent de faim. Cette année-là, la pluie arrive très tard, et tombe à nouveau en plus faible quantité qu'à l'habitude. Finalement, les récoltes sèchent sur pied aussi à l'est des hautes terres et au sud de la région Kikuyu. 

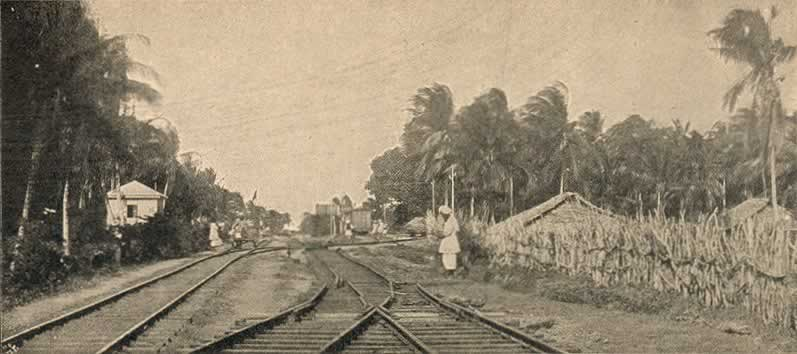
Sur le trajet de la nouvelle voie ferrée de l'Ouganda

À la mi-1898, le manque de nourriture ne s'est pas encore étendu à la totalité du Kenya central. Au contraire, les marchands continuent à vendre aux caravanes ou à des intermédiaires des provisions de nourriture en provenance des hautes terres, pour se procurer des biens précieux comme les vêtements, les perles, les armes, ou le fil de cuivre et de laiton pour fabriquer des bijoux.. Apparemment, on suppose que la nourriture ne manque que ponctuellement chez les quelques riches habitants, et qu'on pourra en cas de besoin s'en procurer dans le centre des hautes terres. C'est ainsi que rapporte le missionnaire britannique Harry Leakey de la station missionnaire de Kabete, près de Nairobi : 
« Les craintes (d'une famine) ont été extraordinairement augmentées par le fait qu'à cette époque une caravane géante de troupes nubiennes a traversé le territoire Kikuyu. Les agents des fournisseurs de nourriture ont acheté de grandes quantités de céréales, et le gain en fil de laiton, étoffes de coton et perles est apparu luxueux à ces malheureux vendeurs. En fait, cela représentait une catastrophe, car quand finalement, après deux, si ce n'est trois semailles sans résultat, la pluie arriva pour faire pousser les plantes, il n'y avait quasiment plus de semence dans les greniers »
Savoir si le commerce des vivres est réellement une cause du manque de nourriture est encore une question ouverte. L'anthropologue Kershaw indique que des régions qui ne faisaient aucun commerce avec les grandes caravanes ont aussi été touchées par la faim. L'historien Ambler décrit le déroulement de la famine comme une frontière qui s'est déplacée avec les réfugiés : dès que les migrants de la faim entraient dans un territoire qui n'était pas encore touché, il s'y développait une pénurie de vivres. Ceci suscitait de nouveaux réfugiés qui à leur tour entraient dans de nouveaux territoires et y provoquaient aussi le manque de nourriture.
Les  hautes terres bien arrosées entre le mont Kenya et les monts Nyandarua sont restées à l'abri de la famine. Certes, les récoltes sont plus faibles, mais des excédents de nourriture restent produits, représentant la survie pour les réfugiés des territoires affamés. 
En 1898, la construction du chemin de fer s'approche du territoire de Kamba et des hautes terres. Pour nourrir les travailleurs des chantiers, parfois jusqu'à 4 000 têtes par chantier, on achète de grandes quantités de chèvres, de moutons, de haricots, de maïs et de céréales dans le voisinage. Tandis que précédemment beaucoup d'hommes étaient attirés pour travailler sur les chantiers éloignés, le nombre de travailleurs s'accroit significativement par des femmes, quand les chantiers se rapprochent de leur proche environnement.  Beaucoup d'hommes travaillent également comme porteurs dans le trafic croissant des caravanes, si bien qu'il manque de plus en plus de main d'œuvre pour les travaux des champs. Ceux qui sont restés chez eux sont souvent trop affaiblis par la sécheresse qui dure pour pouvoir entreprendre de nouvelles actions contre la faim. 
Au début de 1899, la famine atteint son sommet.  Non seulement, elle est accompagnée par une épidémie de variole, mais aussi par l'apparition de puces chiques,  inconnues jusqu'alors au Kenya central, et qui se répandent rapidement. Pour des gens à bout de forces, qui ne savent pas quoi faire de ces parasites, l'attaque par l'insecte, qui se nourrit en perforant la peau, se termine souvent par la perte de parties des membres, voire par la mort de septicémie ou tétanos. 

### Stratégies de survie

#### Commerce et chasse
Avec les récoltes se desséchant sur pied dans les champs et la diminution des provisions, le moyen le plus important pour la survie a été le bétail, en particulier les bovins. Leur lait et leur sang fournissent de la nourriture sans délai ni effort. Plus important encore, leur valeur en tant qu'objet de prestige leur permet d'être vendus pour de la nourriture en provenance des hautes terres. Occasionnellement, des mariages sont déclarés nuls, afin de pouvoir réclamer le retour du bétail qui a été donné en dot. Dans d'autres cas, des jeunes filles sont mariées précipitamment, pour introduire du bétail dans la famille. Malgré la grande faim, il est cependant rare que le bétail soit abattu pour la consommation de la viande, car il constitue le capital de la famille, et est davantage considéré comme un objet de valeur que comme de la nourriture.
Les voyages de commerce dans les hautes terres pour y acheter des vivres sont cependant risqués. Ils durent plusieurs jours, pour lesquels il faut des provisions, et il faut traverser des rivières tumultueuses. À bien des endroits, des bandes de voleurs exercent leur funeste métier, attaquent les voyageurs et les dépouillent de leurs marchandises. Souvent les voyageurs affaiblis par la faim n'atteignent pas leur but et meurent en route.
Les familles pauvres ne possédant que peu ou pas du tout de bétail ont souffert de la faim les premières et au plus haut degré, et il leur a fallu se battre au jour le jour pour survivre. Beaucoup de familles vivant auparavant de l'agriculture se tournent vers la chasse pour trouver de la nourriture, et piègent des gazelles et des écureuils qui s'approchent des habitations. Des hommes se regroupent pour affronter ensemble la dangereuse chasse au gros gibier, comme le buffle ou l'éléphant – un moyen de survie généralement méprisé au Kenya central. Les femmes avec enfants, les faibles et les vieux, qui doivent rester à la maison, vivent de racines et d'herbes, de fruits sauvages et de feuilles. On en arrive à des mesures désespérées pour se nourrir. Des vêtements de cuir et des calebasses sont bouillis pendant des jours pour devenir consommables, et le charbon de bois est moulu en farine,.

#### Migrations

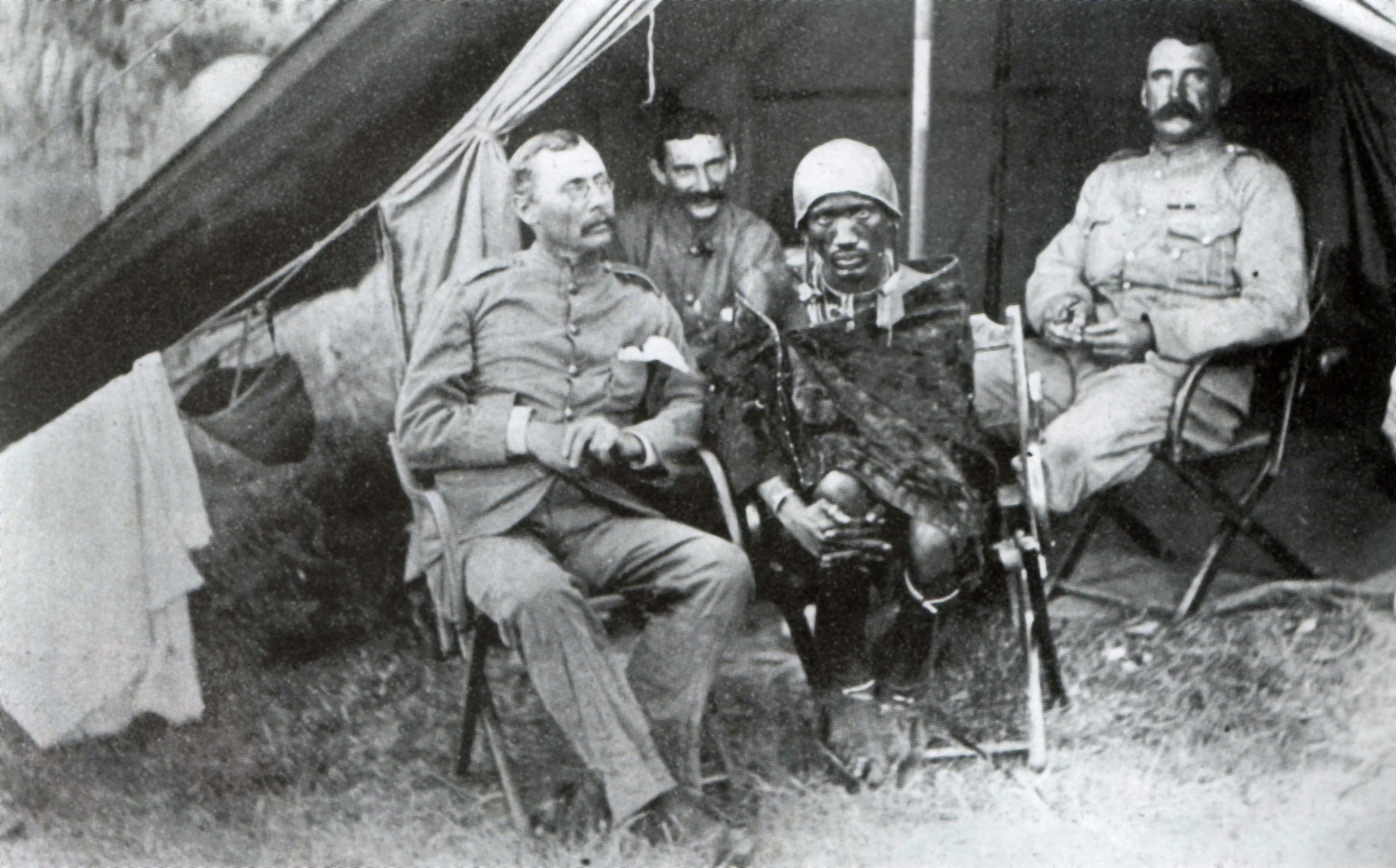
Le géographe Halford John Mackinder (g.) a voyagé en 1899 à travers le territoire affamé en vue d'escalader le mont Kenya. À son côté, Lenana, chaman des Maasaï, d'après qui Mackinder a nommé un sommet de la montagne. Entre les deux, Francis Hall, employé d'administration à la station Fort Smith.

Comme dans les hautes terres centrales, au nord du territoire Kikuyu et autour du mont Kenya, où il n'y a pas de pénurie alimentaire, des milliers de gens des régions voisines affluent vers ces zones. Beaucoup meurent pendant le trajet, ou peu après leur arrivée. Les survivants essaient de survivre à la famine comme main d'œuvre agricole sur ces terrains toujours productifs. 
Une stratégie de survie décisive est l'engagement des femmes et des jeunes filles. Tandis que des familles affamées mettent en gage leurs membres féminins auprès de foyers disposant de nourriture, les hommes reçoivent pour cela de la nourriture, comme les femmes qui changent pour des familles bien approvisionnées. Malgré l'expérience parfois extrêmement traumatisante pour ces femmes, qui doivent non seulement changer de famille, mais aussi d'environnement culturel et linguistique, cette méthode est très répandue. Des milliers de femmes et de jeunes filles, surtout de communautés Maasaï et Kamba, changent de cercle familial entre 1898 et 1900, vers des environnements le plus souvent kikuyus, qui vivent dans les fertiles hautes terres centrales. Beaucoup de femmes vont aussi de leur propre initiative vers les stations d'administration ou les grands chantiers de la voie ferrée, pour y gagner leur vie par la prostitution, le petit commerce ou la fabrication et la vente de bière. 
Outre les femmes, des groupes familiaux ou de village émigrent des régions où sévit la famine. Bien des régions à l'est du mont Kenya et au sud de la Nairobi actuelle paraissent dépeuplées aux observateurs européens qui y arrivent pour la première fois. Les migrants cherchent en règle générale un accueil dans des régions qui leur sont déjà familières par des voyages de commerce, ou dans lesquelles ils peuvent, par des mariages ou de la parentèle, escompter un accueil familial ou amical. Ils éprouvent les revers des réfugiés, leurs femmes et enfants sont souvent violentés ou enlevés. Plus tard, on assiste ici et là à des massacres, car les communautés hôtes craignent – non sans raison – que l’afflux de réfugiés n'épuise également leurs propres provisions de nourriture.

#### Criminalité et violence
Le malheur conduit à ce que, dans de nombreux endroits, les structures sociales et les liens moraux cèdent. Même les relations les plus étroites se déchirent pour se libérer des responsabilités et sauver leur propre vie. Des frères se volent, des hommes abandonnent leur famille, des mères leurs enfants. Dans une petite hutte isolée du territoire Kamba, des missionnaires ont trouvé 24 enfants morts, qui se tenaient étroitement enlacés. D'autres enfants errent seuls, avec leurs frères et sœurs, ou en groupes plus grands, à la recherche de protection et de nourriture. De jeunes hommes, et même des femmes se réunissent en bandes pour vivre de pillage. Ils attaquent petites ou grandes caravanes, ou foyers qui par manque d'hommes ne sont plus protégés. Les chantiers de construction de la voie ferrée sont la cible de nombreuses attaques, car le grand nombre de travailleurs qui doivent y être nourris promet une abondante réserve de nourriture. 
Les bandes de maraudeurs errants rendent la vie dans les régions peu densément peuplées de plus en plus dangereuse. Les attaques sur les réfugiés augmentent, et les femmes et les enfants surtout sont emmenés par les marchands et vendus aux caravanes comme esclaves. Même au sein des familles, il arrive que les chefs de famille vendent des hommes et des femmes du groupe familial comme esclaves. Des rumeurs de cannibalisme se répandent. Le marchand d'ivoire John Boyes rapporte : « Quelques-uns de mes hommes ont entendu d'horribles histoires de personnes qui, dans leur désespoir devant le manque de nourriture, se tuent et se mangent entre eux. »

### L'épidémie de variole
La situation se détériore encore gravement à cause d'une épidémie de variole, qui se développe à partir de Mombasa le long de la ligne de chemin de fer. À Mombasa, les morts sont ramassés dans les rues chaque matin, mais l'administration coloniale en place ne prend aucune mesure pour stopper la propagation de l'épidémie. La maladie se propage rapidement le long de la portion récemment achevée de la ligne vers l'Ouganda, affectant le Kenya central déjà touché par la famine. 
La variole touche aussi bien les affamés que les bien nourris. Mais elle a un effet particulièrement impressionnant dans les fertiles hautes terres où les communautés ont été largement épargnées par la famine. La maladie, apportée par les nombreux réfugiés de la faim, se répand très vite dans ce territoire densément peuplé – d'autant plus que le nombre d'habitants a été augmenté par l'afflux de migrants. Des villages entiers sont dépeuplés en peu de temps. 
Rachel Watt, la femme d'un missionnaire, décrit la situation à Machakos (à environ 60 km à l'est-sud-est de Nairobi) :
« Où que l'on aille, les chemins sont parsemés de cadavres. Des bébés amaigris jusqu'aux os ont été trouvés pleurant près du cadavre de leur mère. »
Beaucoup de personnes tentent de se protéger contre la maladie et la mort en utilisant des amulettes, des remèdes ou d'autres sortilèges. D'autres dirigent leur colère et leur désespoir contre des individus isolés, notamment des femmes délaissées ou veuves, accusées de sorcellerie et rendues responsables de la misère. Certaines sociétés, comme les Embus, interdisent complètement aux étrangers l'accès à leur territoire, pour limiter la diffusion de la variole. Dans d'autres régions, par contre, on force les réfugiés à soigner les malades.

### Le rôle de l’administration coloniale
Les stations d'administration de la puissance coloniale qui s'établit et celles des Missions utilisent la situation pour renforcer leur influence. Par leur accès aux marchandises importées, elles ne sont plus, surtout après que la voie a atteint Nairobi, dépendantes des ressources vivrières locales. Les stations deviennent des points de rassemblement pour de nombreux affamés du voisinage, puisqu'on y trouve de la nourriture, surtout du riz importé d'Inde. Après l'achèvement de la voie, les stations et les centres missionnaires se développent à une vitesse accélérée. Les Européens qui y résident s'étaient souvent plaints auparavant d'un manque de travailleurs pour entretenir leurs stations. Les travailleurs migrants préféraient travailler pour la construction de la voie ferrée, parce qu'on y était mieux nourri et rémunéré. Ce problème de manque de bras se résout quand des centaines d'hommes, en particulier des Maasaï, se rapprochent des stations, pour se faire embaucher comme porteurs et aides-policiers. Leur salaire leur est payé en riz. Dans les régions de ces premières stations, on se souvient ainsi de la famine comme de Yua ya Mapunga, (la famine du riz), puisque c'est à cette occasion que cette nourriture relativement chère et donc largement inconnue est introduite. 
En même temps commence un programme d'aide organisé par l'administration et les missions, et financé par le gouvernement britannique. Dans le territoire Kamba et autour de Nairobi, on constitue des dépôts où l'on distribue une livre de riz par adulte et par jour. Les réfugiés affluent vers ces points. À Machakos, le fonctionnaire britannique John Ainsworth distribue 500 rations par jour en août 1899, et plus de 1 500 à la fin de l’année. En tout, à ce moment, environ 5 000 personnes du Kenya central vivent des distributions de nourriture des fonctionnaires et des missionnaires.

### La fin de la famine
Les derniers mois de 1899 apportent de fortes pluies, et donc la fin de la sécheresse qui avait désertifié le Kenya central pendant deux ans. Cependant elles ne signifient pas encore la fin de la famine. Pour certaines régions, cette période représente justement une période de souffrance. Les champs sont incultes et envahis par les mauvaises herbes, tous les survivants n'ont pas la force de préparer le sol pour de nouvelles semailles. Là où des récoltes mûrissent, la faim pousse à manger les fruits encore verts, ce qui amène de nouvelles maladies chez les personnes encore faibles.  
Même si la famine n'est pas immédiatement arrêtée par la pluie, la situation des approvisionnements s'améliore relativement rapidement. Les stations européennes mettent des semences à disposition, car bien des cultivateurs avaient dans leur misère mangé ou vendu leurs propres semences. Quelques semaines plus tard, les survivants peuvent rentrer leurs premières récoltes.

## Conséquences

### Victimes
Toutes les tentatives pour quantifier le nombre de victimes se fondent sur des estimations très imprécises. Ceci est dû d'abord à ce que la population du Kenya central avant la colonisation ne peut être estimée que très grossièrement. La seule étude systématique des pertes pendant la famine a été entreprise dans les années 1950 par l'anthropologue néerlandaise Gretha Kershaw, et elle est restreinte à un petit territoire de la région de Nairobi. Elle donne que parmi 71 hommes adultes, 24 n'avaient pas survécu à la famine. Mais il faut se rappeler que cette région fait partie des plus riches, et qu'il s'y est trouvé par l'afflux des Européens une série de possibilités de survie. 
Ce sont plutôt des descriptions d'impressions personnelles d'observateurs européens qui donnent une idée du nombre des victimes. En octobre, Francis Hall, qui distribue tous les jours du riz comme fonctionnaire britannique de la station de Fort Smith au sud du territoire Kikuyu, écrit à son père : « En raison de la famine et de la variole, nous enterrons chaque jour de six à  huit personnes. On ne peut pas faire une promenade sans tomber sur des cadavres. »  John Boyes, aventurier et marchand d'ivoire, qui s'est ménagé une certaine influence dans le territoire Kikuyu, écrit dans un rapport que dans une caravane de réfugiés de la faim qu'il accompagne vers les hautes terres, une cinquantaine de personnes meurent par jour. 
La mortalité a certainement été très variable selon les régions. Les plus grandes pertes ont été subies dans les territoires à l'est et au sud des hautes terres, où habitent beaucoup de Kamba, de Maasaï, et dans une moindre mesure de Kikuyus. Géographiquement, il s'agit des territoires actuels des province centrale, zone de Nairobi, sud-ouest de la province orientale, ainsi que sud-est de la province de la vallée du Rift. La dépopulation observée par les Européens en particulier sur les territoires de basse altitude peut indiquer aussi bien une forte mortalité qu'une forte émigration. Un point commun à de nombreuses descriptions de séjours au Kenya central à cette époque sont les chemins dont les bords sont parsemés de cadavres. Un colon britannique se rappelle la voie ferrée avec ces mots : « En 1899, tandis que je suivais la voie, je n'ai pas réussi à atteindre Limuru. La voie était barrée par une montagne de cadavres,,. »

### Nouvelle orientation sociale et économique
Après la grande catastrophe, l'effort le plus important de la population est de reconstruire les foyers, les familles et les communautés, de refaire un ordre social et de mettre en route une économie locale. Comme le commerce a été entretemps détourné par le chemin de fer, une source de revenus primordiale pour la survie fait défaut. Les gens s'organisent donc plutôt en petits foyers dispersés, et non plus en assez grandes communautés regroupées autour d'un patriarche. Il est ainsi plus simple de nourrir tous les membres d'une famille avec le terrain dont on dispose.
La reconstruction s'accomplit littéralement sur un champ de cadavres. Ainsi, une femme se rappelle le temps qu'elle a vécu enfant : « Après la famine, vint la saison de l'ensemencement du millet, et le millet poussa très vite. Mais, à cause des nombreux morts, on ne pouvait pas aller dans les champs. On voyait une courge ou une calebasse, mais on ne pouvait pas l'attraper, car elle poussait sur un tas de cadavres. »
Après ces amères expériences, bien des personnes ont préféré quitter les steppes semi-arides de basse altitude. Elles s'installent sur les hautes terres en forêt, qui offrent des pluies assurées, et, après le dur travail du défrichage, une récolte certaine, mais peu de surface de pâturage pour le bétail. Par l'extension extrême de la surface en friche, les régions sèches redeviennent de la brousse, et donc à long terme un espace de vie pour la mouche tsé-tsé. Ceci va rendre plus difficile la recolonisation par des éleveurs et la reformation d'une économie locale d'élevage dans ces régions.
Les contrastes sociaux se sont renforcés durablement. De riches familles, qui avaient surmonté la famine sans quitter leur domaine, ont occupé largement le sol de leurs voisins qui avaient émigré vers les hautes terres.  Par leur situation privilégiée, ils ont été en mesure d'accueillir dans leur foyer des affamés, des veuves et des orphelins, d'utiliser leur force de travail pour travailler ce sol supplémentaire, et ainsi se constituer rapidement une fortune appréciable. Bien des réfugiés revenant dans leur pays ont retrouvé leurs terres occupées, et ont dû devenir fermiers ou gagner leur vie comme travailleurs à gages. Mais la perte de leurs terres les empêche de se rattacher comme paysans aux succès acquis après la famine,. Des procès dureront encore devant les tribunaux dans les années 1930, pour des empiètements datant de cette époque.

### Renforcement de la domination coloniale

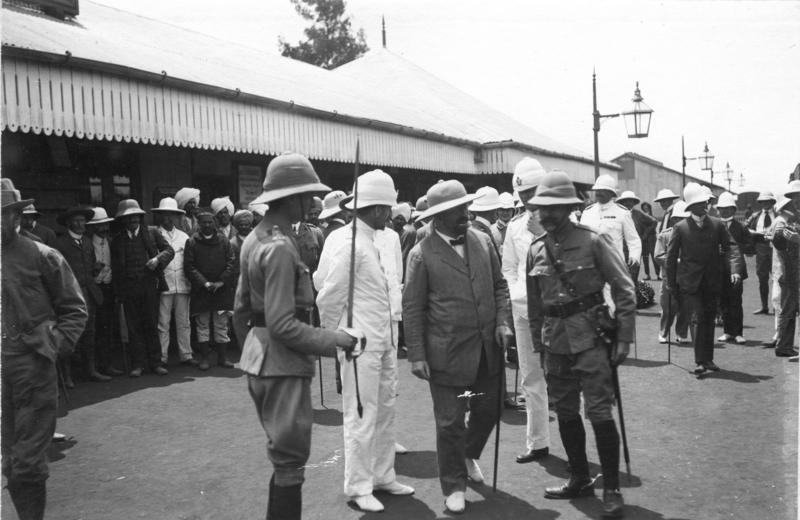
La gare de Nairobi en 1907. La domination coloniale s'est établie.

La domination coloniale britannique est ressortie renforcée de la famine. En raison de la misère de la population africaine, les stations d'administration ont trouvé de la main-d'œuvre et attiré un grand public, qui continue à habiter dans le voisinage même après l'amélioration de la situation. La considération pour les missions s'est sensiblement améliorée. Avant la famine, l'intérêt pour le christianisme était très faible, ce qui avait été décevant pour les missions. Par contre, pendant la famine, beaucoup d'affamés y ont trouvé refuge, donnant lieu à la première génération de chrétiens africains au Kenya central. Dans la région de Nairobi, le missionnaire Krieger a régulièrement approvisionné les personnes du voisinage en viande d'animaux sauvages, tués lors de parties de chasse.  Le missionnaire Bangert de la station missionnaire de Kangundo voit en rétrospective la famine comme « une splendide occasion d'apporter l'Évangile dans le cœur de ces gens. »
Les petits foyers vivant dispersés s'identifient de moins en moins avec les petites sociétés existant précédemment. Ils se groupent plutôt de plus en plus dans les catégories des tribus, introduites par la puissance coloniale, et selon lesquelles le protectorat est découpé administrativement. L'administration introduit des Paramount Chiefs (chefs de tribus), qui représentent l'ensemble d'un groupe ethnique, et par l'intermédiaire desquels les personnes se laissent contrôler nettement plus facilement. 
En 1902, de grandes parties du sud du territoire kikuyu et de celui des Maasaï sont expropriées et préparées pour la vente à des colons blancs. Il s'agit là en grande partie de terres qui ont été dépeuplées par la mort et l'émigration pendant la famine. Dans les décennies suivants, quand la population du Kenya central se remettra de ses pertes, le manque de terres deviendra un problème permanent, qui ne fera que s'envenimer jusqu'à la fin de l'empire colonial. 

### Ethnicisation des relations dans le Kenya central
À la suite de la famine, les relations entre communautés changent considérablement au Kenya central. Les Kikuyus développent une position de plus en plus hostile aux Maasaï. Puisqu'ils vivaient dans des régions plus sèches et étaient particulièrement touchés par la faim, ceux-ci, dans les territoires des hautes terres des Kikuyus, des Embus et des Mbeere, avaient massivement pillé le bétail, les femmes et la nourriture, et ne s'étaient pas interdit de tuer des femmes et des enfants. Comme beaucoup de Maasaï travaillaient comme troupes auxiliaires pour les stations administratives européennes, ils avaient aussi fait partie de soi-disant expéditions punitives contre des groupes des hautes terres, à qui les Européens avaient également confisqué de grandes quantités de bétail et de nourriture.

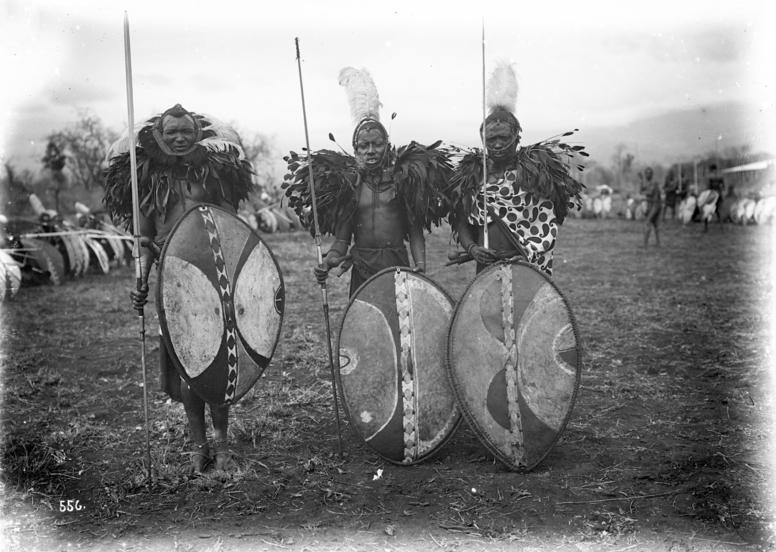
Guerriers Maasaï vers 1900 au Kenya, sujet favori des visiteurs photographes arrivant dans le pays avec le chemin de fer.

Les hautes terres du Kenya, habitées par des Kikuyus, des Embus et des Mbeere, n'ont pas été directement touchées par la famine, mais ont souffert de leurs conséquences indirectes. L'afflux de réfugiés apparait de plus en plus comme un danger : les vivres se raréfient et la rapide dissémination de la variole est vue comme une conséquence de l'immigration. Dans l'Embu, les villages ont essayé de se défendre contre les immigrants réfugiés. Ils ont interdit l'accès aux villages, et la maladie a été de plus en plus considérée comme un caractère ethnique des Maasaï et Kamba immigrants.
Le prêt sous caution des femmes, qui avait été très répandu, a conduit à des tensions, après l'amélioration de la situation générale de l'approvisionnement. Des familles qui ont prêté leurs femmes souhaitent les réintégrer dans le foyer, pour reconstruire des communautés avec leur force de travail et leur potentiel reproductif. Ceci devient souvent très difficile, parce que les femmes ne sont souvent rendues qu'avec réticence. Dans beaucoup de cas, elles ont déjà été mariées, dans d'autres cas vendues comme esclaves. C'est ainsi que parmi les Kamba et les Maasaï naît l'idée que les sociétés des hautes terres, en particulier les Kikuyus, sont des voleurs de femmes, qui se sont enrichis aux dépens de leurs voisins affamés.

## La famine dans la mémoire collective
Certes, les Européens étaient horrifiés par l'étendue de la famine, mais ils l'ont considérée plutôt comme l'une des nombreuses catastrophes que les Africains ont eu à subir jusqu'à l'établissement de la colonisation. L'importance réelle de la famine pour la population africaine n'a été reconnue par des recherches scientifiques qu'à partir d'environ 1950.  L'anthropologue Gretha Kershaw, l'historien du Kenya Godfrey Muriuki et l'historien américain Charles Ambler, qui ont réalisé pour ces recherches des interviews approfondis et des études sur le terrain, ont mis en évidence par leurs recherches le traumatisme que la famine avait provoqué dans la population du Kenya. 
Dans le Kenya central, on supposait que la prospérité ou le malheur étaient envoyés par les ancêtres comme un encouragement ou une punition. La famine a donc été interprétée comme la punition pour une faute commise. L'instauration de la domination coloniale, la construction du chemin  de fer, et la présence corrélative des Blancs en Kenya central, qui coïncident dans le temps avec la famine, ne sont pas considérés en premier lieu comme des événements politiques. On les comprend plutôt, comme la famine, la peste bovine, la sécheresse et la variole, comme des parties d'une crise universelle, et le prix à payer pour des fautes dont on est responsable. Des décennies après la famine, les survivants ne parlent encore qu'à contrecœur, et avec hésitation de leurs souvenirs de cette époque. C'est avec terreur que l'on se souvient non seulement de ses propres souffrances, mais aussi de la destruction de l'ordre social, et de la puissance des ancêtres sur les vivants,.
Cette pénible période de la famine est ancrée jusqu'à maintenant dans la mémoire collective des Kényans. Chez les Kikuyus, elle est désignée comme Ng’aragu ya Ruraya (La grande faim),, dans les territoires parlant kamba comme Yua ya Ngomanisye (La faim qui arriva partout, ou la faim sans limites). 

### Sources
- (en) John Boyes, King of the Wa-Kikuyu. A True Story of Travel and Adventure in Africa, Londres, 1911
- (en) Kenya Land Commission, Kenya Land Commission Report (3 vol.), Nairobi, 1934
- (en) Paul Sullivan (dir.), Francis Hall’s letters from East Africa to his Father, Lt. Colonel Edward Hall, 1892–1901., Dar-es-Salaam, 2006
- (en) Rachel S. Watt, In the Heart of Savagedom., Londres, 1913

### Études
- (en) Charles H. Ambler, Kenyan Communities in the Age of Imperialism. The Central Region in the Late Nineteenth Century., New Haven & London, 1988
- (en) Gretha Kershaw, The Land is the People. A Study of Kikuyu Social Organization in Historical Perspective., Chicago, 1972, p. 171
- (en) Greet Kershaw, Mau Mau from Below., Athen, 1997
- (en) Godfrey Muriuki, A History of the Kikuyu 1500–1900., Nairobi, 1974